# Kampus Pierre-et-Marie-Curie (Val-de-Grâce)

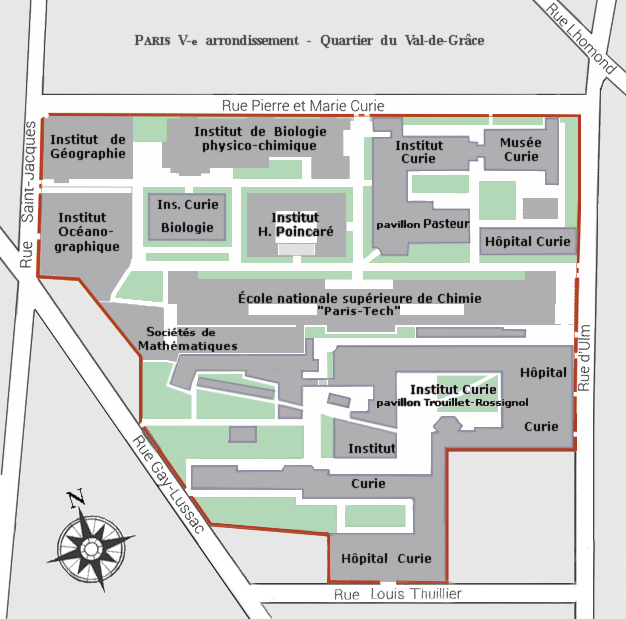
Rozmístění institucí v kampusu

Kampus Pierre-et-Marie-Curie (francouzsky Campus Pierre-et-Marie-Curie) je univerzitní kampus v Paříži v 5. obvodu. Hlavním majitelem je Sorbonne Université. Ačkoliv se areál nazývá kampusem, jedná se především o školní budovy s učebnami, posluchárnami, laboratořemi, knihovnami, kancelářemi a služebními byty. Koleje pro ubytování studentů se zde nenacházejí. Kampus nese jméno manželů Pierra Curie a Marie Curie. Je také nazýván petit campus Curie (malý kampus Curie) pro odlišení od velkého kampusu Pierre-et-Marie-Curie, který se do roku 2019 nazýval kampus Jussieu.

## Poloha
Kampus se nachází v 5. obvodu v Latinské čtvrti (administrativně ve čtvrti Val-de-Grâce) mezi ulicemi Rue Saint-Jacques (na západě), Rue Pierre-et-Marie-Curie (na severu), Rue d'Ulm (na východě) a Rue Louis-Thuillier (na jihu).

## Historie
V pozdní antice se zde rozkládala Lutetia s centrem na montagne Sainte-Geneviève, byla postupně opuštěna. Oblast byla opět zastavěna až v 17. století výstavbou kláštera Navštívení Panny Marie podle plánů Françoise Mansarta, který vznikl podél Rue du Faubourg-Saint-Jacques (současná Rue Saint-Jacques). Nejstarší dochovaný plán města z roku 1550 zachycuje řídce zastavěnou zemědělskou oblast na jih od hradeb Filipa II. Augusta (nyní Rue des Fossés-Saint-Jacques a Rue Malebranche).
Klášter Navštívení byl uzavřen za Francouzské revoluce v roce 1790 a prodán v roce 1797. Jeptišky ze Saint-Michel nebo jeptišky z Notre-Dame de Charité koupily panství bývalého kláštera, které se rozkládalo na třech hektarech k Rue d'Ulm a Rue Lhomond, aby zde zřídily „nápravný dům“ pro dívky. Ten byl uzavřen v roce 1887 a v roce 1903 jeptišky odešly a svůj majetek prodaly. Ten získala Pařížská univerzita za pomoci státu, města Paříže a monackého prince Alberta I., kterému univerzita postoupila 1000 m2 na vybudování Oceánografického ústavu. Klášterní budovy byly v následujících letech zbourány. Zatímco Oceánografický ústav byl dokončen v roce 1911 a Institut du Radium v roce 1914, ostatní stavby pocházejí z doby po první světové válce.

## Instituce
Kampus Sorbonne Université (nástupkyně Univerzity Paříž VI) zahrnuje Institut Curie (zahrnující Institut du radium, nyní Musée Curie a pavilóny Pasteur a Trouillet-Rossignol nemocnice Curie), Institut de biologie physico-chimique, který je součástí CNRS, École nationale supérieure de chimie de Paris, která je součástí UPSL, Institut Henri Poincaré, Geografický ústav, Oceánografický ústav, Fondation sciences mathématiques de Paris, Société mathématique de France a Société de mathématiques appliquées et industrielles.